# Josipina Kalc
Josipina Kalc, slovenska violinistka, * 19. februar 1915, Opčine, Avstro-Ogrska, † 3. marec 2003, Reka.

## Življenje in delo
Pouk violine je začela leta 1924 v šoli Miroslava Logarja. Po štirih letih je nadaljevala na glasbenem konservatoriju Giuseppe Verdi v Trstu v šoli znanega violinista Avgusta Jankoviča. Diplomirala je 10. julija 1936. Oktobra 1936 je odšla v Maribor, kjer so ji prijatelji iz društva Jadran pripravili celovečeren koncert. Po nastopu ljubljanske Opere v sezoni 1936/1937 v Mariboru je imela avdicijo za vstop v ljubljanski operni orkester pri dirigentih Niku Štritofu in Danilu Švari. Spomladi 1937 so jo poklicali v Ljubljano, a ker se obljubljeno mesto ni pravočasno spraznilo, se je vrnila v Maribor. Igralka Elvira Kraljeva ji je pomagala, da so jo vključili v mariborski operni orkester. Učila je tudi na železničarski glasbeni šoli, ki jo je vodil Hinko Druzovič. Med 2. svetovno vojno je glasbeno delovala v raznih krajih, po osvoboditvi pa se je vrnila v Trst.  Pavel Jankovič je takrat ustanavljal nov orkester, ki je po ustanovitvi kot Tržaška filharmonija pod vodstvom Jakova Cipcija nastopal v vseh važnejših jugoslovanskih središčih. Orkester tržaške filharmonije, kateremu se je pridružila tudi Josipina Kalc je deloval do 31. decembra 1946. Na Bledu je posebna komisija glasbenikov iz Beograda preizkušala vse člane orkestra in jih po potrebi dodelila raznim orkestrom v večjih jugoslovanskih mestih. Kalčeva je tako prišla na Reko, kamor so usmerjali najboljše operne in dramske ansamble. Po nekaj letih so boljši dramski igralci odšli v Beograd, večina italijanskih glasbenikov se je vrnila domov, Kalčeva pa je ostala v reški Operi. 